# 瀬沢の戦い
瀬沢の戦い（せざわのたたかい）は、天文11年（1542年）3月に信濃瀬沢で行なわれた甲斐守護・武田晴信軍と信濃諏訪の領主・諏訪頼重軍並びに信濃守護・小笠原長時連合軍の戦いである。

## 概要

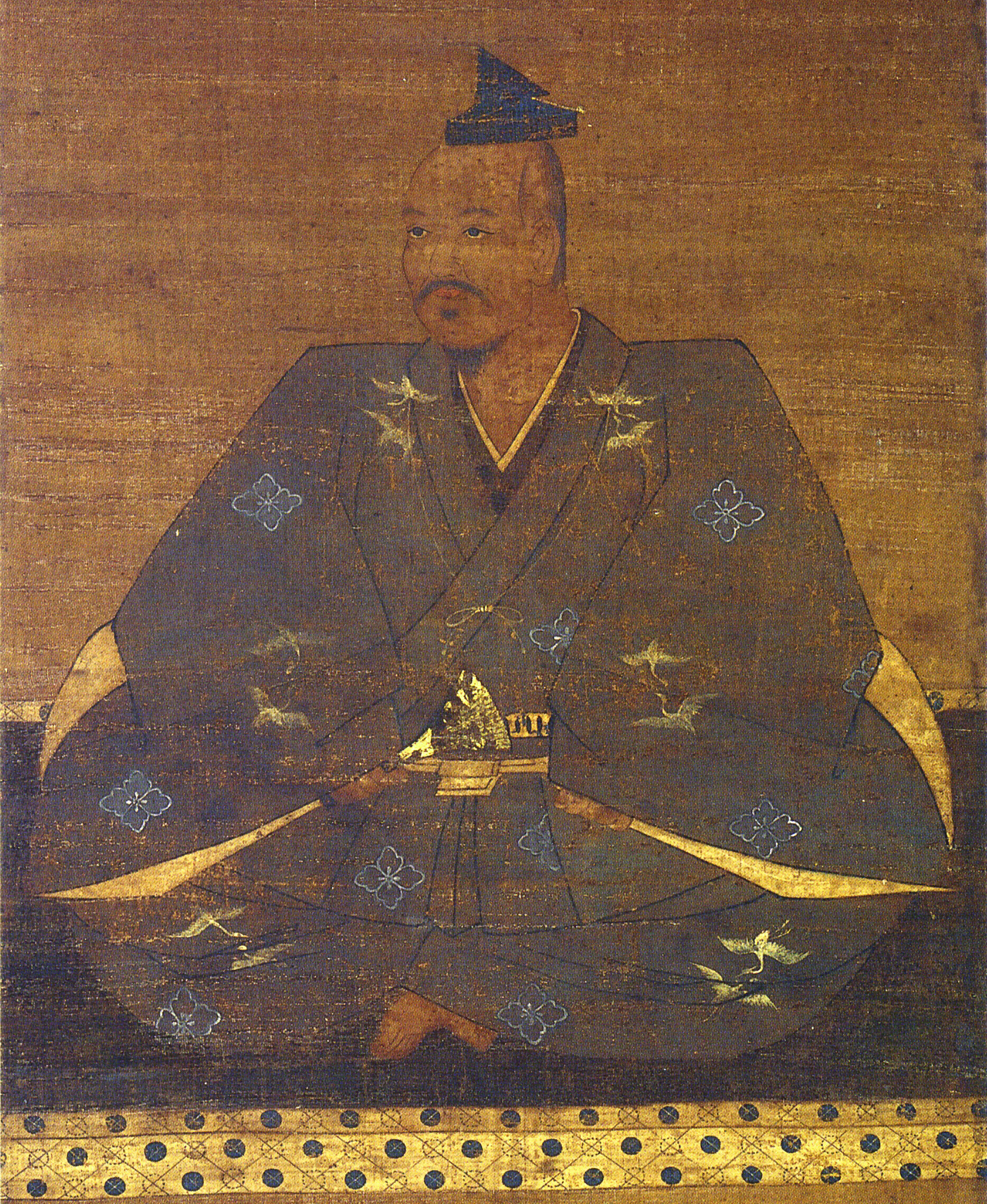
武田晴信

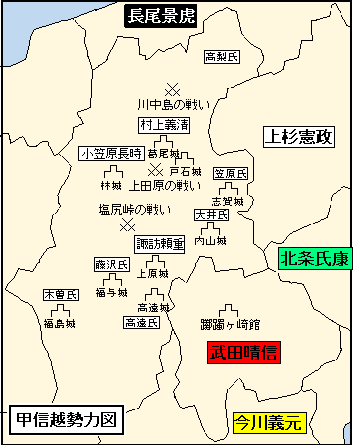
戦国時代の甲信とその周辺拡大

天文10年（1541年）6月14日、甲斐武田家の当主・武田信虎は嫡子の晴信を擁した一門・譜代重臣のクーデターに遭い、姻戚関係にあった駿河守護・今川義元の許に追放された。信虎は甲斐を統一すると隣国・信濃への侵略を開始していたが、それと並行して諏訪家の当主・諏訪頼重に娘（晴信の妹）の禰々を嫁がせていた｡しかし信虎の追放で武田家と諏訪家の縁戚関係は微弱なものとなる。
天文11年（1542年）3月、諏訪頼重は晴信の政権基盤がまだ盤石でないのを見て、信濃守護・小笠原長時と連合して甲斐への侵攻を図った。これに対して晴信は自ら出陣し、諏訪・小笠原連合軍を甲信国境で迎撃する。この合戦での被害はまだ盤石な体制を築けていない武田軍にむしろ被害が出たとされ、激戦が繰り広げられた。しかし晴信は瀬沢に本陣を布いて徹底的に抗戦し、遂に連合軍を退けたとされる。
ただし、確実な史料においてこの合戦に関するものは一切見られない。武田氏は天文10年（1541年）の武田・村上・諏訪三氏による信濃小県・佐久郡侵攻まで同盟関係にあり、6月14日に帰国した信虎は晴信により追放されている。7月14日には関東管領の上杉憲政が信濃佐久郡へ出兵すると、諏訪頼重は武田・村上両氏に断りもなく憲政と和睦し、所領を分割している。翌天文11年（1542年）7月2日に至り晴信は諏訪侵攻を開始し、諏訪氏を滅ぼす（桑原城の戦い）。その背景には諏訪頼重の上杉憲政との単独和睦を盟約違反と捉えたためであると考えられている。
「瀬沢の戦い」は武田氏による諏訪氏の滅亡を正当化するために後年に創作された合戦ではないかとする考察もあり、合戦そのものの存在が疑問視されている。